# Kilmar Armando Ábrego García
Kilmar Armando Ábrego García (n. el 26 de julio de 1995) es un ciudadano salvadoreño que ingresó irregularmente a los EE. UU. en 2012, fue acusado por su mujer de cometer violencia doméstica en 2019, 2020 y 2021, y fue deportado a su país en 2025.  El Servicio de Control de Inmigración y Aduanas de los EE. UU. atribuyó su deportación a un «error administrativo».  Nunca ha sido convicto de ningún crimen.
Ábrego, de 30 años, es hijo de un policía y una pupusera, tiene tres hermanos, está casado desde 2019 y tiene un hijo y dos hijastros. Es aprendiz de chapista, con experiencia en sistemas de aire acondicionado y en construcción.  En 2019 un juzgado de migración estadounidense determinó que Ábrego era un "peligro para la comunidad" y un tribunal de apelaciones de migración reafirmó la decisión; la acusación nunca pasó a los tribunales criminales. Ábrego admitió ser deportable, e inmediatamente solicitó asilo, que no le fue concedido; empero, un juez de asilo emitió una orden que protegía a Ábrego de ser deportado a su país. Era deportable, pero no a El Salvador.
De vuelta en El Salvador desde marzo de 2025, Ábrego estuvo recluido en el Centro de Confinamiento del Terrorismo unos días y fue trasladado al Centro Industrial de Cumplimiento de Penas y Rehabilitación desde abril. Ábrego, quien estaba detenido bajo la soberana y nacional autoridad de El Salvador, fue extraditado a los Estados Unidos en junio para enfrentar acusaciones de conspiración para transportar ilegalmente a inmigrantes indocumentados con fines de lucro y transporte ilegal de inmigrantes indocumentados con fines de lucro.

## Primeros años y emigración
Ábrego nació en San Salvador, El Salvador, el 26 de julio de 1995. El padre de Ábrego, también llamado Armando, era taxista, y antiguamente había sido soldado y policía.  La madre de Ábrego, Cecilia, tenía una tortillería y pupusería donde trabajaban el padre, las dos hermanas y César, el hermano mayor de Ábrego. Según Ábrego, la pandilla Barrio 18 habría intentado extorsionar a su madre en su negocio y la habría amenazado con obligar a sus hijos a unirse a su pandilla en caso de no pagar.  Múltiples vecinos de la familia Ábrego García en El Salvador, que les conocían durante la infancia de Ábrego, declararon a El Diario de Hoy y a La Prensa Gráfica que la pandilla Barrio 18 nunca extorsionó en su vecindario —lugar que caracterizaron de "no peligroso"— donde los Ábrego García habitaban y vendían desde casa, ya que los pandilleros no estaban presentes por ser calles limítrofes entre pandillas; y que es imposible que a Cecilia le extorsionase la Barrio 18 en su otra venta, en el mercado, puesto que el mercado era potestad de Mara Salvatrucha. César emigró a Estados Unidos.
Según Ábrego, al continuar el hostigamiento de las pandillas, en 2012 y a la edad de 16 años, Ábrego emigró e ingresó ilegalmente en los Estados Unidos  Ábrego alegó en 2019 que sus padres y hermanas a la sazón habían emigrado a Guatemala, y que en Guatemala seguían siendo acosados por Barrio 18.
Entre 2012 y 2019 Ábrego trabajó en construcción, reconstrucción, y climatización.  Acumuló un número de infracciones de tránsito.

## Arresto de 2019 y secuelas
En marzo de 2019, la policía del condado de Prince George, Maryland, arrestó a Ábrego junto con otros tres hombres en el estacionamiento de un Home Depot (una cadena de tiendas de bricolaje) donde buscaban trabajo en negro como jornaleros.  Un informante confidencial aseveró que Ábrego era miembro de la clica Westerns Locos de la pandilla MS-13, con el rango de chequeo, y con el apodo de pandillero «Chele».  Sin embargo, The Atlantic reportó que éste no ofreció ninguna prueba y la policía dijo que no le creyó, según los informes judiciales. Ábrego nunca fue acusado de ningún delito en relación con dicho arresto.
La policía entregó a Ábrego al Servicio de Inmigración y Control de Aduanas de Estados Unidos (ICE) para su proceso de deportación. En la causa migratoria, el gobierno afirmó que era miembro de la pandilla criminal MS-13 porque «llevaba una gorra de los Chicago Bulls y una sudadera con capucha» y un informante confidencial afirmó que militaba en un grupo MS-13.  Un juez de migración determinó que la afirmación del informante era prueba suficiente para denegar la solicitud de fianza de Ábrego, y un juez de apelaciones confirmó ese fallo, declarando que la afirmación de que Ábrego pertenecía a la pandilla MS-13 no era «evidentemente errónea».
Ábrego disputó ante los tribunales de migración cualquier conexión con la MS-13 y, mientras estaba detenido por el Servicio de Inmigración y Control de Aduanas de Estados Unidos, solicitó asilo. Su solicitud de asilo fue denegada por no haber sido presentada en el primer año desde su llegada al país. Empero, el juez le otorgó el estatus de "suspensión de deportación" que según medios como la Radio Pública Nacional bloquearía su deportación a El Salvador (y sólo a El Salvador) debido a la amenaza que las pandillas supondrían para él, argumentando que «era más probable que sufriera daño si era devuelto a El Salvador». La orden del juez, empero, suspende la deportación a Guatemala, justificándolo por la familia nuclear de Ábrego, que a la fecha vivía en Guatemala.
Posteriormente, el gobierno le concedió un permiso de trabajo. Según su abogado, desde que Ábrego fue liberado de la detención en 2019 hasta que quedó detenido en marzo de 2025, sus únicos encuentros con la policía fueron sus visitas anuales obligatorias a Migración.  Empero, la policía del Tennessee le detuvo en diciembre de 2022.

## Carrera transportista
Según José Ramón Hernández Reyes, un convicto encarcelado en Alabama, él conoció a Ábrego en 2015 y le contrató múltiples veces para transportar a personas ilegalmente en los EE. UU. de Texas a diversos sitios en el país. A Hernández se le acusó en 2020 en corte federal de siete delitos por el transporte ilegal de personas ilegales; confesó ser culpable de una de las siete acusaciones y se le sentenció a 18 meses de prisión por ello.  Hernández era el propietario del vehículo que Ábrego conducía en Tennessee con ocho personas carentes de documentos.

## Tennessee
Ábrego fue detenido por la policía de carreteras de Tennessee en diciembre de 2022, por manejar con exceso de velocidad y salirse de su carril.  Su licencia estaba vencida, y transportaba a ocho personas carentes de documentos y de equipajes.  Ábrego indicó que el vehículo pertenecía a su jefe y que los pasajeros eran trabadores en traslado.  Por aparecerle un alerta criminal en su computadora —a causa de las acusaciones de pertenecer a los Westerns en Maryland en 2019—, y por sospecha de tráfico de personas, el policía llamó al FBI de la administración Biden.  El FBI indicó que se dejara marchar a Ábrego, por lo que el policía solamente le dio a Ábrego una advertencia verbal.  La camioneta que Ábrego conducía pertenecía a José Ramón Hernández Reyes, quien en 2020 fue condenado por tráfico de personas, y deportado.

## Deportación
El 12 de marzo de 2025, al salir de su trabajo, Ábrego recogió a su hijo de casa de su abuela. Al poco tiempo, los agentes de Migración detuvieron su vehículo, le informaron que su estatus migratorio había cambiado, esperaron a que llegara su esposa para hacerse cargo de su hijo y luego lo arrestaron. En los días siguientes, Migración trasladó a Ábrego a un centro de detención en Texas.
El 15 de marzo, la administración Trump deportó a Ábrego, a El Salvador. El gobierno salvadoreño rutinariamente envía a todo pandillero al Centro de Confinamiento del Terrorismo. La familia de Ábrego no ha tenido contacto con él desde entonces.

## Crímenes
Kilmar Abrego Gracía no ha cometido ningún crimen del que se tenga registro alguno. Ábrego entró ilegalmente a los EE. UU. en 2011 siendo menor de edad, acción que es una falta criminal en ese país. No debe confundirse con la presencia ilegal en los EE. UU., la cual no es crimen en sí misma.
En 2019 Migración arrestó y acusó a Ábrego de pertenecer a MS13 en Nueva York, donde nunca había vivido. Los juzgados de migración no encontraron motivos para descartar la acusación, pero Ábrego nunca fue acusado ni procesado ante una corte criminal, ni sentenciado por ningún otro crimen durante su estadía en los Estados Unidos.

## Vida personal

### Nupcias
Mientras esperaba la resolución de su arresto del 2019, Ábrego desposó encarcelado en el Centro de Detención del Condado de Howard, en junio de ése año, a Jennifer Stefania Vásquez Sura, virginiana de 23 años, a quien había conocido en 2016, y tuvo hijo en agosto de ese año, el cual padece autismo y sordera, por lo que no puede comunicarse verbalmente. Previamente a las nupcias Ábrego-Vásquez, Vásquez tenía ya dos hijos de una relación anterior con Edwin Trejo Ramos; en 2018 Trejo infructuosamente intentó obtener el custodio de las criaturas, alegando que Vásquez "era novia de un pandillero." Ambos menores sufrían discapacidades.

### Violencia familiar
A partir de fines de 2019, Ábrego empezó la violencia conyugal hacia Vásquez; según documentos judiciales y grabaciones: «nos gritaba a ellos y a mí por cualquier cosa» y era irascible y violento, propinando maltrato físico, lo que condujo a Vásquez a solicitar una primera orden de alejamiento contra Ábrego en diciembre de ese año.
Los maltratos continuaron en 2020: Ábrego abofeteaba, empujaba, y tiraba de los cabellos de Vásquez, y amedrentaba a todos en casa.  Vásquez declaró ante un juez que Ábrego rompía «todo lo que hay en casa» y que un hijo suyo pidió a un policía convocado por violencia familiar «¿Puede decirle, por favor, que no rompa nada?»  Según Vásquez, en agosto de 2020 abusos de Ábrego le causaron con una contusión ocular y en noviembre Ábrego le golpeó con su bota.  Ante una nueva solicitud de protección, de 2020, el juez emitió una primera orden de alejamiento.
En 2021, Vásquez obtuvo una segunda orden de alejamiento contra Ábrego, en la cual el juzgado prohibió a Ábrego por un mes abusarla, amenazarla, molestarla, y contactarla, por haberle sujetado, golpeado, arañado, roto la blusa, y haberle causado hematomas; la orden le obligaba a entregar cualesquiera armas poseyese y abandonar la casa familiar.
Según Vásquez, Ábrego consumía estupefacientes.

### Desarrollo laboral
A fines de 2022, Ábrego trabajaba en equipos de aire acondicionado, tenía interés en mudarse en 2023 a Houston, en Texas, para estar cerca de sus padres.
Ábrego en 2025 era aprendiz sindicalizado de chapista, posición que había obtenido en agosto del año anterior.  En abril de 2025, Vásquez declaró que después de solicitar la orden de alejamiento por violencia doméstica contra Ábrego en 2021, habían tomado tratamiento clínico psicológico.